# 希斯仑
希斯仑，天主教翻譯為“赫兹龙”（Hezron,希伯来语：חֶצְרוֹן, Modern Ḥeẓron Tiberian Ḥeṣrôn ; "Enclosed")是旧约圣经创世纪中记载的一个人物，是犹大的孙子，法勒斯的儿子。
按照圣经学者的理解，其出生的记载是关于犹大支派一部分民族起源的神话. 
據創世紀希斯仑跟隨犹大前往埃及投靠約瑟。
路得记将法勒斯列为大卫王的先祖之一，后来有被列入马太福音中耶稣的家谱。

## 外部連結
- Jewish Encyclopia about Hezron （页面存档备份，存于）
- Some more about Hezron （页面存档备份，存于）